# Ишуткин, Николай Иванович
Николай Иванович Ишу́ткин (28 мая 1954 — 12 января 2021) — эрзянский поэт и журналист. Главный редактор эрзянского детско-юношеского журнала «Чилисема». Заслуженный работник культуры Республики Мордовия (1999).

## Биография
Родился 28 мая 1954 года в селе Симкино Большеберезниковского района Мордовии в семье учителя и колхозницы. В 1961 году пошёл в первый класс школы-восьмилетки в родном селе. В 1971 году окончил среднюю школу соседнего села Шугурово, после чего поступил на филологический факультет Мордовского государственного университета имени Н. П. Огарёва. После окончания университета работал корреспондентом, старшим корреспондентом, заведующим отделом в газете «Эрзянь правда».
В 1984 году принимал участие в VIII Всесоюзном совещании молодых писателей. В 1987 году стал главным редактором эрзянского детско-юношеского журнала «Чилисема». В 1989—1991 годах заочно обучался на отделении журналистики Московского социально-политического института. В 1995 году стал членом Союза писателей России.
Скончался 12 января 2021 года.

## Творчество
Начал писать стихи в студенческие годы. В 1973 году опубликовал свои первые стихи на эрзянском языке «Од пора» и «Килейне» в журнале «Сятко». Во время работы в газете «Эрзянь правда» продолжил активную творческую деятельность. Был членом литературного объединения «Тештине», которое возглавлял эрзянский поэт и писатель В. К. Радаев.
В 1989 году выпустил свой первый сборник стихов «Валскень теште» («Утренняя звезда»). В том же году вышел его первый сборник стихов на русском «Пейзаж души».
Ишуткин являлся автором множества детских стихов, которые он публиковал в журналах «Сятко» и «Чилисема». В 1994 году вышел его сборник стихов для детей «Ютко шкасто» («В часы досуга»), который также включал в себя разнообразные игры, головоломки, юмор.

## Награды и премии
- Отличник печати СССР[3]
- Заслуженный работник культуры Республики Мордовия (1999)[3]
- Благодарность Президента Российской Федерации (2019)[6]